# Andreas Waschburger
Andreas Waschburger (Saarbrücken, 6 de enero de 1987) es un deportista alemán que compitió en natación, en la modalidad de aguas abiertas.
Ganó cuatro medallas en el Campeonato Europeo de Natación en Aguas Abiertas, en los años 2012 y 2016. Participó en los Juegos Olímpicos de Londres 2012, ocupando el octavo lugar en la prueba de 10 km.

## Palmarés internacional
| Campeonato Europeo | Campeonato Europeo   | Campeonato Europeo | Campeonato Europeo |
| Año                | Lugar                | Medalla            | Prueba             |
| ------------------ | -------------------- | ------------------ | ------------------ |
| 2012               | Piombino (Italia)    | Medalla de plata   | 5 km               |
| 2012               | Piombino (Italia)    | Medalla de plata   | 10 km              |
| 2012               | Piombino (Italia)    | Medalla de bronce  | Equipo mixto       |
| 2016               | Hoorn (Países Bajos) | Medalla de plata   | Equipo mixto       |